# Haubinda
Haubinda ist ein Ortsteil der Gemeinde Westhausen im Landkreis Hildburghausen in Thüringen. Westhausen liegt in etwa nordwestlich von Heldburg.

## Lage
Das Dorf Haubinda befindet sich im Heldburger Land an der Landesgrenze von Bayern und Thüringen. Nachbarort in Bayern ist Trappstadt. Die Landesstraße 2671 verbindet den Ort mit dem Umland.

## Geschichte
Haubinda entwickelte sich aus  einem  ehemaligen Rittergut. Im Jahre 1317 wurde der Ort erstmals als Heuwinden urkundlich erwähnt, 1528 wird er Hainwinde genannt. Seit 1750 hat Haubinda den heutigen Namen.
Zu den Besitzern des Rittergutes gehörten:
- von Henneberg
- von Heßberg
- Marschall Greiff zu Erlebach
- Familie Bohlig; für diese verwaltete Johann Daniel Elster das Gut

In Haubinda befindet sich ein Landerziehungsheim, bzw. eine Internatsschule, die Hermann-Lietz-Schule Haubinda mit etwa 400 Schülern, davon sind 140 im Internat untergebracht.
Im Jahr 2010 lebten 68 Einwohner in Haubinda; nicht mitgezählt sind die Internatsschüler der Hermann-Lietz-Schule.
Nordöstlich des Ortes befindet sich der Hexenhügel, die mit 417 Metern höchste Erhebung im Umkreis. Die Bezeichnung des von Menschenhand abgeflachten kegelförmigen Hügels, dessen Gipfelfläche von acht Ulmen umsäumt wird, deutet auf eine heidnische Kult- oder Opferstätte hin.